# Bill Walker (basquetebolista)

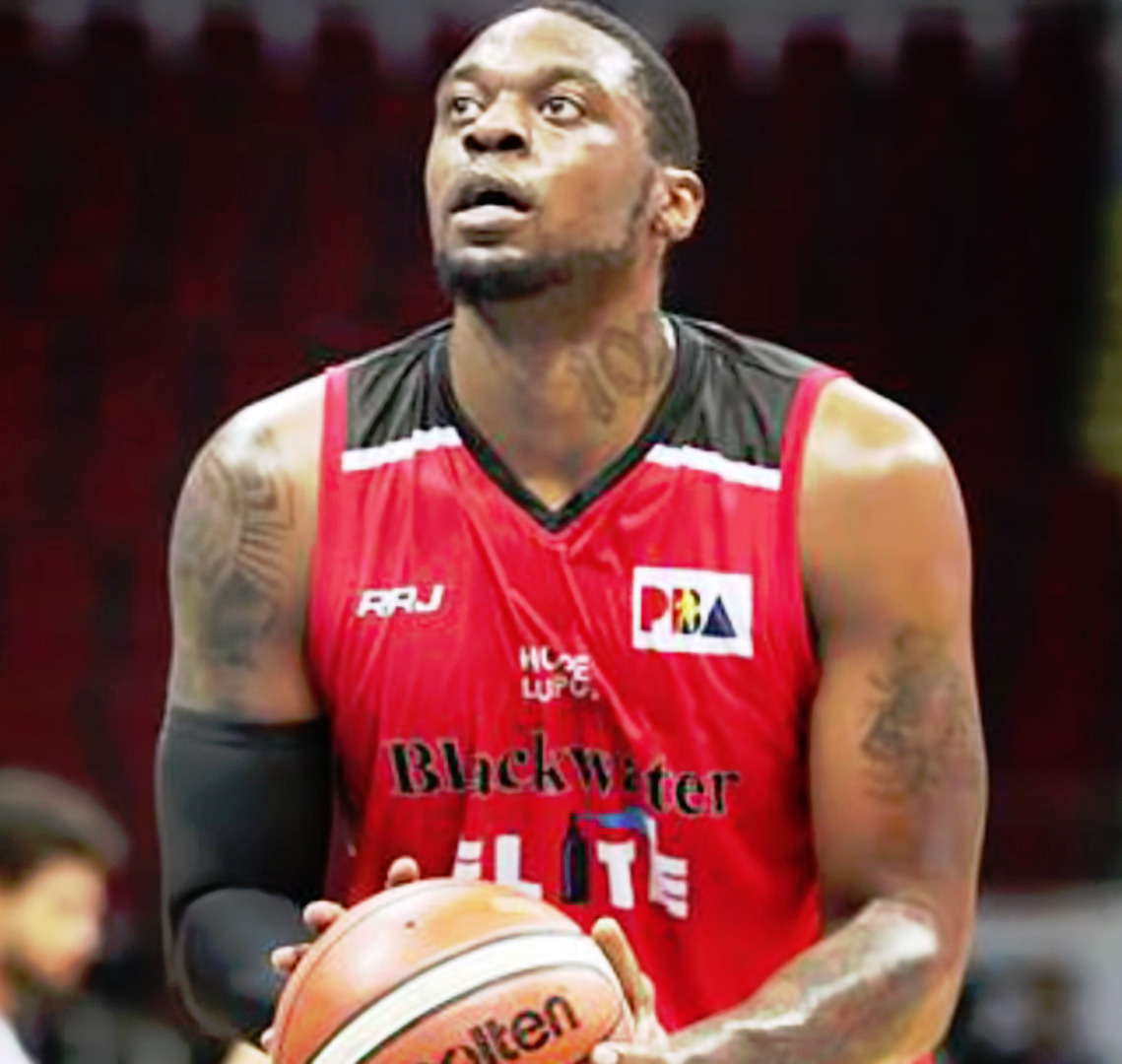
Foto do basquetebolista norte-americano Henry Walker.

William Henry Walker, conhecido também por Bill Walker (Huntington, Virgínia Ocidental, 9 de Outubro de 1987) é um jogador profissional de basquetebol, atualmente jogando pelo Miami Heat de Miami.
Bill Walker tem 1,98 de altura e 100 kg.